# Веригин, Юрий Алексеевич
Юрий Алексеевич Веригин (род. 1940) — советский и российский учёный, доктор технических наук, профессор, академик Российской академии проблем качества и Международной академии наук экологии, безопасности человека и природы.
Автор более 350 работ, в том числе монографий и учебно-методоческих пособий; также имеет ряд изобретений.

## Биография
Родился 13 мая 1940 в городе Усть-Каменогорске Казахской ССР.
Трудовую деятельность начал в 1958 года — работал слесарем на заводе. Окончив Усть-Каменогорский строительно-дорожный институт (ныне Восточно-Казахстанский технический университет), служил в рядах Советской Армии. После демобилизации работал ассистентом на кафедре, а затем обучался в аспирантуре Сибирского автомобильно-дорожного института (СибАДИ, ныне Сибирский автомобильно-дорожный университет). После защиты кандидатской диссертации на тему «Исследование рабочего процесса в роликовых активаторах-смесителях непрерывного действия», вернулся в Усть-Каменогорск и по 1994 год занимался преподавательской деятельностью в родном вузе.
В этот период Ю. А. Веригин прошёл путь от старшего преподавателя кафедры «Строительные и дорожные машины» до профессора и заведующего кафедрой. С 1975 по 1989 год был председателем конкурсной Комиссии вузов Казахстана по научной работе студентов. В 1990 году в Московском инженерно-строительном институте защитил докторскую диссертацию на тему «Разработка и создание аппаратов для приготовления стройматериалов на основе анализа процессов активации дисперсных сред».
В начале 1994 года Веригин переехал в Барнаул и работал в Алтайском государственном техническом университете на кафедре «Технология и механизация строительства» в должности профессора кафедры; с 1995 по 2004 год был заведующим этой кафедрой.
Является заместителем председателя Научно-методического совета университета, членом Учебно-методического объединения РФ и стран СНГ по строительным машинам, сопредседатель Регионального учебно-методического центра Сибири по строительству. Под его руководством подготовлено четыре кандидата наук.
Юрий Алексеевич Веригин — «Заслуженный деятель науки и техники РСФСР» и «Заслуженный работник высшей школы РФ». Награждён медалью «Ветеран труда» и медалью Алтайского края «За заслуги в труде» (2016), а также удостоен звания «Заслуженный работник науки и высшего образования Алтайского края» (2020).